# Jailton Nunes de Oliveira
Jailton Nunes de Oliveira (* 30. Januar 1974) ist ein ehemaliger brasilianischer Fußballspieler.

## Karriere
Jailton spielte in seiner brasilianischen Heimat für den Nacional FC (AM). 1996 wechselte er zum japanischen Zweitligisten Fukushima FC. Für den Verein bestritt er 28 Zweitligaspiele. 1997 kehrte er nach Brasilien zurück. Hier unterschrieb er einen Vertrag bei Goiás EC. Im Sommer 1999 wechselte er zum japanischen Erstligisten Bellmare Hiratsuka. Am Ende der Saison 1999 stieg der Verein in die zweiten Liga ab.